# László Ferenc (zenetudós)
László Ferenc (írói álnevei: László V. Ferenc; Vigh Frigyes) (Kolozsvár, 1937. május 8. – Kolozsvár, 2010. március 17.) zenetörténész, zenetudós, egyetemi tanár.

## Élete
László Dezső és Vidovszky Éva gyermekeként született. Középiskolai tanulmányait 1954-ben fejezte be a kolozsvári Zenei Líceumban. 1959-ben végzett a Gheorghe Dima Zeneakadémián Kolozsváron fuvola szakon.

## Életútja
1958-tól 13 évig több országban koncertezett fuvolaművészként. 1959-1966 között a Nagyszebeni Állami Filharmónia tagja volt. 1961 óta cikkeket, tanulmányokat, könyveket ír. 1963-1985 között a Román Rádió munkatársa volt. 1963-ban házasságot kötött Ilse L. Herbert-tel. Három gyermekük született; László-Herbert Éva (1966), László-Herbert Péter (1971) és László-Herbert Márk (1975). 1966-1970 között a Kolozsvári Zenelíceum oktatója volt. 1970-1981 között a Román Televízió magyar adásainak állandó munkatársa volt. 1970-től 21 évig a bukaresti zeneakadémia tanára volt. 1990-ben megalapította a Junimea Muzicală din România-t. 1991-től a Gheorghe Dima Zeneakadémia kamarazene-tanára. 1991-1996 között a Romániai Magyar Zenetársaság elnöke volt. 1991-től 10 évig a Román Mozart Társaság alapító elnöke volt, 2001-től tiszteletbeli elnöke lett. 1994-től 14 évig a Transilvania Filharmóniai Társaság alapító elnöke volt, 2008-tól tiszteletbeli elnöke lett.
2010. március 17-én hunyt el Kolozsvárott.

## Művei
- Zenei ügyelet. Publicisztikai írások 1970-74 (1976)
- Bartók Béla. Tanulmányok és tanúságok (1980)
- A százegyedik év (1984)
- Zenén innen, zenén túl (1985)
- Bartók Béla. Studii, comunicari, eseuri (1985)
- Gen, specie si forma in muzica de flaut a lui J. S. Bach (1989)
- Klavír és koboz. Tények, értelmezések és föltevések Liszt Ferenc 1846-47-es hangversenyútjával kapcsolatban (1989)
- Béla Bartók si lumea noastra. Asa cum a fost (1995)
- A szfinx válaszol. Harmincöt beszélgetés George Enescuval [válogatás, fordítás, bevezetés, jegyzetelés] (1995)
- Béla Bartók si muzica populara a romanilor din Banat si Transilvania (2003)
- Bartók markában. Tanulmányok és cikkek, 1981-2005; Polis, Kolozsvár, 2006

## Díjai
- A Román Tudományos Akadémia díja (1980)
- a Romániai Zeneszerzők és Zenetudósok Szövetségének díja (1983, 1995, 2003)
- Kriterion-koszorú (1998)[1]
- a Magyar Alkotóművészek Országos Egyesületének alkotói nagydíja (2006)